# Кешик Орог-тайши
Кешик Орог-тайши (*д/н — 1486) — 6-й очільник Дербен-Ойрата в 1478—1486 роках.

## Життєпис
Син тайши Уч-Темура. Про молоді роки обмаль відомостей. На момент смерті батька у 1478 року Дербен-Ойрат фактично розпався на декілька частин: в одній панував Бег-Арслан (Бегерсен), тесть великого кагана Мандуул-хана; в іншій — стрийко Ібрагім (за іншими відомостями син того — Ісмаїл), що також прийняли титули тайши.
Кешик Орог-тайши уклав союз з Ісмаїл(Ібрагім)-тайши, завдавши поразки Бег-Арслану-тайши. Потім уклав союз з болху-джіноном (співволодарем) Баян-Мунке проти Ісмаїла-тайши. 1479 року визнав Даян-хана великим каганом. У 1483—1484 роках допоміг тому перемогти Ісмаїла-тайши, завдяки чому зміг зміцнити владу в Дербен-Ойраті. Втім частина племен, що сповідувала іслам відкололася й рушила на захід.
У 1486 році надав прихисток Ісмаїлу-тайши, чим спричинив конфлікт з Даян-ханом. Того ж року ойратське військо зазнало тяжкої поразки. В наступній військовій кампанії Кешик Орог-тайши зазнав поразки й загинув. Фактично Дербен-ойрат розпався на декілька племен, що визнали зверхність Даян-хана. Той поставив над 2 туменами ойратів брата або сина Кешик Орог-тайши — Єнгана.